# Ulf Sundelin
Ulf Artur Sundelin (* 26. August 1943 in Nacka) ist ein ehemaliger schwedischer Segler.

## Erfolge

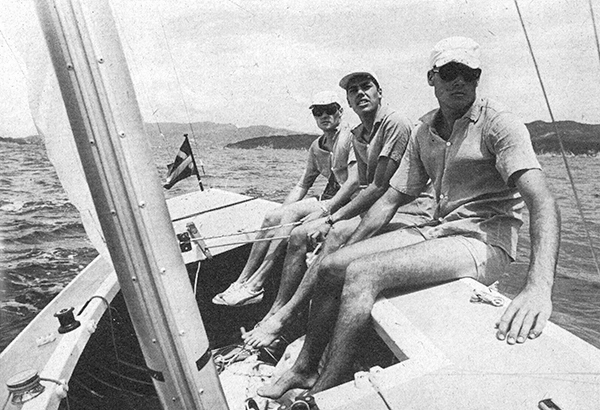
Jörgen, Peter und Ulf Sundelin an Bord 5,5-Meter-Klasse

Ulf Sundelin, der Mitglied im Kungliga Svenska Segelsällskapet war, nahm zweimal an Olympischen Spielen teil. Bei den Olympischen Spielen 1968 in Mexiko-Stadt war er Skipper des schwedischen Bootes, dessen Crew aus Sundelins Brüder Jörgen und Peter bestand. Die Brüder dominierten die Regatta der 5,5-Meter-Klasse mit fünf Siegen bei insgesamt sieben Wettfahrten und einem Streichergebnis. Sie wurden mit acht Punkten somit deutlich vor dem Schweizer Boot um Louis Noverraz und dem von Robin Aisher angeführten britischen Boot Olympiasieger. Vier Jahre darauf traten die Sundelin-Brüder bei den Spielen in München, deren Segelregatten im Olympiazentrum Schilksee in Kiel durchgeführt wurden, in der Drachen-Klasse an, da die 5,5-Meter-Klasse nicht mehr olympisch war. Mit 67,4 Punkten schlossen sie den Wettbewerb auf dem sechsten Platz ab.
Auch bei Weltmeisterschaften waren die Sundelins sehr erfolgreich. 1965 gewannen sie in Sandhamn zunächst im Drachen die Bronzemedaille, ehe ihnen am selben Ort vier Jahre später der Gewinn der Silbermedaille in der 5,5-Meter-Klasse gelang. 1971 wurden sie in Hobart im Drachen gemeinsam Weltmeister.